# Darío Silva
Darío Debray Silva Pereira (Treinta y Tres, 2 novembre 1972) è un ex calciatore uruguaiano, di ruolo attaccante.
È stato soprannominato ai tempi del Cagliari Sa Pibinca (in lingua sarda "pignolo, indaffarato, sempre in movimento").

## Carriera

### Club
Dal 1992 al 1995 gioca in Uruguay con Defensor e Peñarol realizzando 39 reti.
Nel 1995 approda alla Serie A italiana ingaggiato dal Cagliari. Dopo le prime due stagioni in Serie A, che culminano con una retrocessione in Serie B (1996-1997), il giocatore non riesce a trovare la via del gol segnando solo 7 gol in 62 presenze. Dopo l'estate del 1997 in cui gioca la Confederations Cup, rimane in Sardegna segnando 13 reti in 27 presenze ottenendo la promozione in Serie A. Alla fine della stagione (1997-1998) viene ceduto a titolo definitivo. La ragione che lo ha portato a lasciare il club sardo è stata il rapporto negativo con l'allenatore del club Gian Piero Ventura.
Nel 1998 approda nella Liga spagnola, all'Espanyol, segnandovi solo 3 gol. La stagione successiva passa al Málaga Club de Fútbol, con il quale segna 36 gol in 4 anni e dove fa coppia d'attacco per due stagioni con Dely Valdés. Nel 2003-2004 passa al Siviglia, segnando 9 reti in due stagioni.
Nella stagione 2005-2006 si trasferisce in Inghilterra per giocare in Premier League con il Portsmouth e realizza 2 gol in 13 partite. Detiene il record di più veloce realizzatore nel campionato spagnolo: contro il Real Valladolid segna infatti dopo 7 secondi.

### Nazionale
Ha militato 10 anni nella nazionale uruguaiana, esordendo il 19 ottobre 1994 contro il Perù allo Stadio Nacional di Lima, segnando anche il goal del decisivo 1-0. Successivamente ha fatto parte delle rose che parteciparono alla Confederations Cup 1997, al Mondiale di Corea-Giappone 2002 e alla Copa América 2004. Dopo aver fallito la qualificazione ai Mondiali di Germania 2006, si ritirò dalla nazionale, fissando il suo tabellino a 49 presenze condite con 14 reti.

## Dopo il ritiro
Il 23 settembre 2006 fu ferito seriamente in un incidente autostradale a Montevideo. Mentre guidava il suo pick-up, perse il controllo, e, sbalzato fuori dal veicolo, andò a sbattere contro un lampione. L'impatto causò al trentatreenne Silva la frattura del cranio e una frattura scomposta della gamba destra. A causa di complicazioni gli fu amputata la gamba destra al di sotto del ginocchio. Silva lasciò l'ospedale il successivo 5 ottobre, e tornò nella sua casa di Montevideo con il piano di ricevere una protesi della gamba in Italia per aiutarlo a camminare e correre senza l'aiuto di stampelle. Durante l'incidente viaggiava con due altri ex calciatori, Elbio Pappa e Dardo Pereira, che rimasero illesi.
Il 6 ottobre 2006 fu offerto a Dario Silva un ruolo come esperto di calcio in Uruguay, ma visto il successo della protesi impiantata egli espresse il desiderio di ritornare come allenatore-giocatore. A novembre dello stesso anno poi il Daily Mail annunciò che Silva puntava a partecipare alle Paralimpiadi di Londra del 2012 nel canottaggio, cosa poi non avvenuta. Il 13 gennaio 2009, è ritornato a calcare i campi da calcio per una partita di beneficenza tra due selezioni, Uruguay XI e Argentina XI, in favore dell'associazione Fundación Niños con Alas ("Fondazione Bambini con le Ali").
Successivamente è stato procuratore. Nel 2019 è circolata la notizia che lavorasse come cameriere, ma Silva ha smentito spiegando che si trattava della pizzeria di un amico e stava solo servendo sé stesso.

## Statistiche

### Cronologia presenze e reti in nazionale
| Cronologia completa delle presenze e delle reti in nazionale ― Uruguay | Cronologia completa delle presenze e delle reti in nazionale ― Uruguay | Cronologia completa delle presenze e delle reti in nazionale ― Uruguay | Cronologia completa delle presenze e delle reti in nazionale ― Uruguay | Cronologia completa delle presenze e delle reti in nazionale ― Uruguay | Cronologia completa delle presenze e delle reti in nazionale ― Uruguay | Cronologia completa delle presenze e delle reti in nazionale ― Uruguay | Cronologia completa delle presenze e delle reti in nazionale ― Uruguay |
| Data                                                                   | Città                                                                  | In casa                                                                | Risultato                                                              | Ospiti                                                                 | Competizione                                                           | Reti                                                                   | Note                                                                   |
| ---------------------------------------------------------------------- | ---------------------------------------------------------------------- | ---------------------------------------------------------------------- | ---------------------------------------------------------------------- | ---------------------------------------------------------------------- | ---------------------------------------------------------------------- | ---------------------------------------------------------------------- | ---------------------------------------------------------------------- |
| 19-10-1994                                                             | Lima                                                                   | Perù                                                                   | 0 – 1                                                                  | Uruguay                                                                | Parra del Riego Cup                                                    | 1                                                                      | 78’                                                                    |
| 18-1-1995                                                              | La Coruña                                                              | Spagna                                                                 | 2 – 2                                                                  | Uruguay                                                                | Amichevole                                                             | -                                                                      | 46’                                                                    |
| 1-2-1995                                                               | San Diego                                                              | Messico                                                                | 1 – 0                                                                  | Uruguay                                                                | Amichevole                                                             | -                                                                      | 65’                                                                    |
| 22-3-1995                                                              | Medellín                                                               | Colombia                                                               | 2 – 1                                                                  | Uruguay                                                                | Amichevole                                                             | -                                                                      |                                                                        |
| 25-3-1995                                                              | Dallas                                                                 | Stati Uniti                                                            | 2 – 2                                                                  | Uruguay                                                                | Amichevole                                                             | -                                                                      | 64’                                                                    |
| 29-3-1995                                                              | Londra                                                                 | Inghilterra                                                            | 0 – 0                                                                  | Uruguay                                                                | Amichevole                                                             | -                                                                      | 85’                                                                    |
| 31-3-1995                                                              | Belgrado                                                               | Jugoslavia                                                             | 1 – 0                                                                  | Uruguay                                                                | Amichevole                                                             | -                                                                      |                                                                        |
| 5-4-1995                                                               | Montevideo                                                             | Uruguay                                                                | 1 – 0                                                                  | Perù                                                                   | El Inca Cup                                                            | -                                                                      | 69’                                                                    |
| 25-6-1995                                                              | Paysandú                                                               | Uruguay                                                                | 7 – 0                                                                  | Nuova Zelanda                                                          | Amichevole                                                             | 1                                                                      | 56’                                                                    |
| 28-6-1995                                                              | Rivera                                                                 | Uruguay                                                                | 2 – 2                                                                  | Nuova Zelanda                                                          | Amichevole                                                             | -                                                                      | 76’                                                                    |
| 12-2-1997                                                              | Quito                                                                  | Ecuador                                                                | 4 – 0                                                                  | Uruguay                                                                | Qual. Mondiali 1998                                                    | -                                                                      | 53’                                                                    |
| 30-4-1997                                                              | Asunción                                                               | Paraguay                                                               | 3 – 1                                                                  | Uruguay                                                                | Qual. Mondiali 1998                                                    | 1                                                                      | 60’                                                                    |
| 8-6-1997                                                               | Montevideo                                                             | Uruguay                                                                | 1 – 1                                                                  | Colombia                                                               | Qual. Mondiali 1998                                                    | 1                                                                      |                                                                        |
| 13-12-1997                                                             | Riyad                                                                  | Emirati Arabi Uniti                                                    | 0 – 2                                                                  | Uruguay                                                                | Conf. Cup 1997 - 1º turno                                              | -                                                                      | 54’                                                                    |
| 15-12-1997                                                             | Riyad                                                                  | Rep. Ceca                                                              | 1 – 2                                                                  | Uruguay                                                                | Conf. Cup 1997 - 1º turno                                              | -                                                                      | 75’                                                                    |
| 17-12-1997                                                             | Riyad                                                                  | Uruguay                                                                | 4 – 3                                                                  | Sudafrica                                                              | Conf. Cup 1997 - 1º turno                                              | 2                                                                      |                                                                        |
| 19-12-1997                                                             | Riyad                                                                  | Australia                                                              | 1 – 0 gg                                                               | Uruguay                                                                | Conf. Cup 1997 - Semifinale                                            | -                                                                      | 81’                                                                    |
| 21-12-1997                                                             | Riyad                                                                  | Rep. Ceca                                                              | 1 – 0                                                                  | Uruguay                                                                | Conf. Cup 1997 - Finale 3º posto                                       | -                                                                      | 79’ 90’                                                                |
| 26-4-2000                                                              | Asunción                                                               | Paraguay                                                               | 1 – 0                                                                  | Uruguay                                                                | Qual. Mondiali 2002                                                    | -                                                                      | 77’                                                                    |
| 3-6-2000                                                               | Montevideo                                                             | Uruguay                                                                | 2 – 1                                                                  | Cile                                                                   | Qual. Mondiali 2002                                                    | 1                                                                      | 80’                                                                    |
| 28-6-2000                                                              | Rio de Janeiro                                                         | Brasile                                                                | 1 – 1                                                                  | Uruguay                                                                | Qual. Mondiali 2002                                                    | 1                                                                      |                                                                        |
| 18-7-2000                                                              | Montevideo                                                             | Uruguay                                                                | 3 – 1                                                                  | Venezuela                                                              | Qual. Mondiali 2002                                                    | -                                                                      | 59’                                                                    |
| 15-8-2000                                                              | Bogotà                                                                 | Colombia                                                               | 1 – 0                                                                  | Uruguay                                                                | Qual. Mondiali 2002                                                    | -                                                                      | 85’                                                                    |
| 3-9-2000                                                               | Montevideo                                                             | Uruguay                                                                | 4 – 0                                                                  | Ecuador                                                                | Qual. Mondiali 2002                                                    | 1                                                                      | 73’                                                                    |
| 15-11-2000                                                             | La Paz                                                                 | Bolivia                                                                | 0 – 0                                                                  | Uruguay                                                                | Qual. Mondiali 2002                                                    | -                                                                      | 56’                                                                    |
| 28-2-2001                                                              | Capodistria                                                            | Slovenia                                                               | 0 – 2                                                                  | Uruguay                                                                | Amichevole                                                             | -                                                                      | 59’                                                                    |
| 28-3-2001                                                              | Montevideo                                                             | Uruguay                                                                | 0 – 1                                                                  | Paraguay                                                               | Qual. Mondiali 2002                                                    | -                                                                      | 75’                                                                    |
| 24-4-2001                                                              | Santiago del Cile                                                      | Cile                                                                   | 0 – 1                                                                  | Uruguay                                                                | Qual. Mondiali 2002                                                    | -                                                                      | 77’                                                                    |
| 1-7-2001                                                               | Montevideo                                                             | Uruguay                                                                | 1 – 0                                                                  | Brasile                                                                | Qual. Mondiali 2002                                                    | -                                                                      | 63’                                                                    |
| 14-8-2001                                                              | Maracaibo                                                              | Venezuela                                                              | 2 – 0                                                                  | Uruguay                                                                | Qual. Mondiali 2002                                                    | -                                                                      | 58’                                                                    |
| 4-9-2001                                                               | Lima                                                                   | Perù                                                                   | 0 – 2                                                                  | Uruguay                                                                | Qual. Mondiali 2002                                                    | 1                                                                      | 69’ 72’                                                                |
| 7-10-2001                                                              | Montevideo                                                             | Uruguay                                                                | 1 – 1                                                                  | Colombia                                                               | Qual. Mondiali 2002                                                    | -                                                                      | 75’                                                                    |
| 7-11-2001                                                              | Quito                                                                  | Ecuador                                                                | 1 – 1                                                                  | Uruguay                                                                | Qual. Mondiali 2002                                                    | -                                                                      | 74’                                                                    |
| 14-11-2001                                                             | Montevideo                                                             | Uruguay                                                                | 1 – 1                                                                  | Argentina                                                              | Qual. Mondiali 2002                                                    | 1                                                                      | 46’                                                                    |
| 25-11-2001                                                             | Montevideo                                                             | Uruguay                                                                | 3 – 0                                                                  | Australia                                                              | Qual. Mondiali 2002                                                    | -                                                                      | 81’ 82’                                                                |
| 17-4-2002                                                              | Milano                                                                 | Italia                                                                 | 1 – 1                                                                  | Uruguay                                                                | Amichevole                                                             | -                                                                      | 57’                                                                    |
| 1-6-2002                                                               | Ulsan                                                                  | Uruguay                                                                | 1 – 2                                                                  | Danimarca                                                              | Mondiali 2002 - 1º turno                                               | -                                                                      |                                                                        |
| 6-6-2002                                                               | Pusan                                                                  | Francia                                                                | 0 – 0                                                                  | Uruguay                                                                | Mondiali 2002 - 1º turno                                               | -                                                                      | 47’ 60’                                                                |
| 11-6-2002                                                              | Suwon                                                                  | Senegal                                                                | 3 – 3                                                                  | Uruguay                                                                | Mondiali 2002 - 1º turno                                               | -                                                                      |                                                                        |
| 1-6-2004                                                               | Montevideo                                                             | Uruguay                                                                | 1 – 3                                                                  | Perù                                                                   | Qual. Mondiali 2006                                                    | -                                                                      | 63’                                                                    |
| 7-7-2004                                                               | Chiclayo                                                               | Messico                                                                | 2 – 2                                                                  | Uruguay                                                                | Coppa America 2004 - 1º turno                                          | -                                                                      | 31’ 78’                                                                |
| 10-7-2004                                                              | Chiclayo                                                               | Uruguay                                                                | 2 – 1                                                                  | Ecuador                                                                | Coppa America 2004 - 1º turno                                          | -                                                                      |                                                                        |
| 18-7-2004                                                              | Tacna                                                                  | Paraguay                                                               | 1 – 3                                                                  | Uruguay                                                                | Coppa America 2004 - Quarti di finale                                  | 2                                                                      | 29’                                                                    |
| 21-7-2004                                                              | Lima                                                                   | Brasile                                                                | 1 – 1 dts (5 – 3 dtr)                                                  | Uruguay                                                                | Coppa America 2004 - Semifinale                                        | -                                                                      |                                                                        |
| 5-9-2004                                                               | Montevideo                                                             | Uruguay                                                                | 1 – 0                                                                  | Ecuador                                                                | Qual. Mondiali 2006                                                    | -                                                                      | 25’                                                                    |
| 9-10-2004                                                              | Buenos Aires                                                           | Argentina                                                              | 4 – 2                                                                  | Uruguay                                                                | Qual. Mondiali 2006                                                    | -                                                                      | 55’                                                                    |
| 17-11-2004                                                             | Montevideo                                                             | Uruguay                                                                | 1 – 0                                                                  | Paraguay                                                               | Qual. Mondiali 2006                                                    | -                                                                      | 46’                                                                    |
| 8-10-2005                                                              | Quito                                                                  | Ecuador                                                                | 0 – 0                                                                  | Uruguay                                                                | Qual. Mondiali 2006                                                    | -                                                                      | 76’                                                                    |
| 12-11-2005                                                             | Montevideo                                                             | Uruguay                                                                | 1 – 0                                                                  | Australia                                                              | Qual. Mondiali 2006                                                    | -                                                                      | 19’ 24’                                                                |
| Totale                                                                 |                                                                        | Presenze                                                               | 49                                                                     |                                                                        | Reti                                                                   | 14                                                                     |                                                                        |

| Cronologia completa delle presenze e delle reti in nazionale ― Uruguay under 20 | Cronologia completa delle presenze e delle reti in nazionale ― Uruguay under 20 | Cronologia completa delle presenze e delle reti in nazionale ― Uruguay under 20 | Cronologia completa delle presenze e delle reti in nazionale ― Uruguay under 20 | Cronologia completa delle presenze e delle reti in nazionale ― Uruguay under 20 | Cronologia completa delle presenze e delle reti in nazionale ― Uruguay under 20 | Cronologia completa delle presenze e delle reti in nazionale ― Uruguay under 20 | Cronologia completa delle presenze e delle reti in nazionale ― Uruguay under 20 |
| Data                                                                            | Città                                                                           | In casa                                                                         | Risultato                                                                       | Ospiti                                                                          | Competizione                                                                    | Reti                                                                            | Note                                                                            |
| ------------------------------------------------------------------------------- | ------------------------------------------------------------------------------- | ------------------------------------------------------------------------------- | ------------------------------------------------------------------------------- | ------------------------------------------------------------------------------- | ------------------------------------------------------------------------------- | ------------------------------------------------------------------------------- | ------------------------------------------------------------------------------- |
| 16-6-1991                                                                       | Faro                                                                            | Siria under 20                                                                  | 1 – 0                                                                           | Uruguay under 20                                                                | Mondiali Under-20 1991 - 1º turno                                               | -                                                                               | 65’                                                                             |
| 18-6-1991                                                                       | Faro                                                                            | Spagna under 20                                                                 | 6 – 0                                                                           | Uruguay under 20                                                                | Mondiali Under-20 1991 - 1º turno                                               | -                                                                               | 77’                                                                             |
| Totale                                                                          |                                                                                 | Presenze                                                                        | 2                                                                               |                                                                                 | Reti                                                                            | 0                                                                               |                                                                                 |

## Palmarès

### Club

#### Competizioni nazionali
- Campionato uruguaiano: 3

Peñarol: 1993, 1994, 1995

#### Competizioni internazionali
- Coppa Intertoto UEFA: 1

Malaga: 2002